# Międzynarodowa Unia Architektów

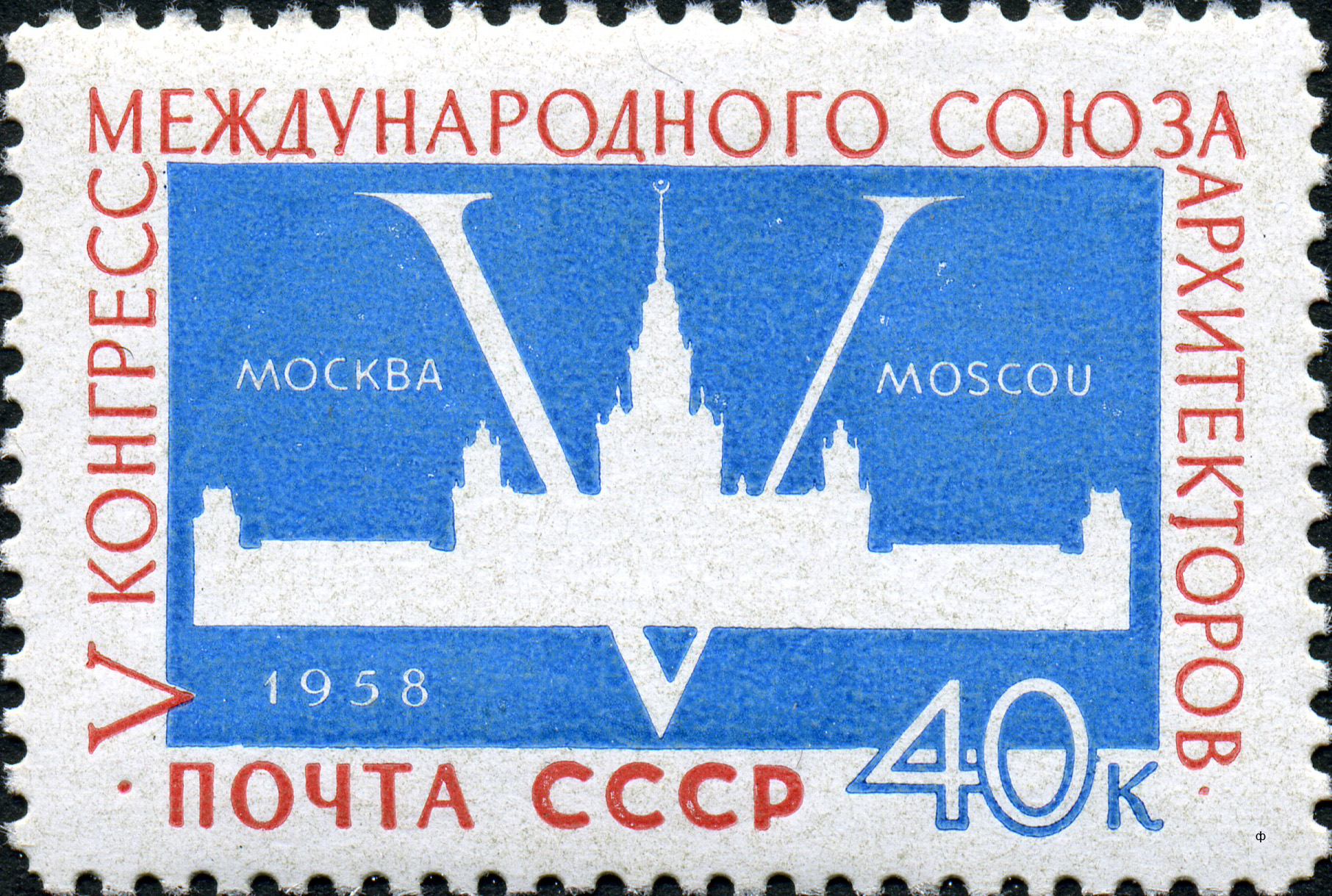
Radziecki znaczek pocztowy z wydany z okazji piątego Kongresu Architektury w Moskwie w 1958

Międzynarodowa Unia Architektów (fr. Union internationale des architectes, UIA) – międzynarodowa organizacja pozarządowa, reprezentująca architektów w ponad 124 krajach z siedzibą w Paryżu. Założona w Lozannie w 1948 roku.

## Kongresy
Co trzy lata UIA organizuje Kongres Architektury, w czasie których są wybierani członkowie zarządu unii. 
| Nr. | Rok  | Lokalizacja  | Temat                                                                    |
| --- | ---- | ------------ | ------------------------------------------------------------------------ |
| 1   | 1948 | Lozanna      | Architecture Faced with its New Tasks                                    |
| 2   | 1951 | Rabat        | How Architecture is Dealing with its New Tasks                           |
| 3   | 1953 | Lizbona      | Architektura na Skrzyżowaniu                                             |
| 4   | 1955 | Haga         | Architektura i ewolucja budynków                                         |
| 5   | 1958 | Moskwa       | Konstrukcja i Rekonstrukcja                                              |
| 6   | 1961 | Londyn       | Nowe Technologie i Nowe Materiały                                        |
| 7   | 1963 | Hawana       | Architecture in Underdeveloped Countries                                 |
| 8   | 1965 | Paryż        | Szkolenie Architektów                                                    |
| 9   | 1967 | Praga        | Architecture and the Human Milieu                                        |
| 10  | 1969 | Buenos Aires | Architektura jako Czynnik Socjalny                                       |
| 11  | 1972 | Warna        | Architektura i Wypoczynek                                                |
| 12  | 1975 | Madryt       | Kreatywność i Technologia                                                |
| 13  | 1978 | Meksyk       | Architektura i Rozwój Narodowy                                           |
| 14  | 1981 | Warszawa     | Architektura, Człowiek, Środowisko                                       |
| 15  | 1985 | Kair         | Obecne i Przyszłe Misje Architekta                                       |
| 16  | 1987 | Brighton     | Shelter and Cities - Budować Jutrzejszy Świat                            |
| 17  | 1990 | Montreal     | Kultura i Technologia                                                    |
| 18  | 1993 | Chicago      | Architektura na Skrzyżowaniu - Projektować dla Zrównoważonej Przyszłości |
| 19  | 1996 | Barcelona    | Teraźniejszość i Przyszłość. Architektura w Miastach                     |
| 20  | 1999 | Pekin        | Architektura XXI Wieku                                                   |
| 21  | 2002 | Berlin       | Resource Architecture                                                    |
| 22  | 2005 | Stambuł      | Wielki Bazar Architektury                                                |
| 23  | 2008 | Turyn        | Transmitować Architekturę                                                |

## Nagrody

### Złoty Medal UIA
Od 1984 organizacja nagradza architektów Złotymi Medalami MUA.
| Rok  | Osoba                     | Narodowość |
| ---- | ------------------------- | ---------- |
| 1984 | Hasan Fathi               | Egipt      |
| 1987 | Reima Pietila             | Finlandia  |
| 1990 | Charles Correa            | Indie      |
| 1993 | Fumihiko Maki             | Japonia    |
| 1996 | Rafael Moneo              | Hiszpania  |
| 1999 | Ricardo Legorreta Vilchis | Meksyk     |
| 2002 | Renzo Piano               | Włochy     |
| 2005 | Tadao Andō                | Japonia    |
| 2008 | Teodoro Gonzalez de Leon  | Meksyk     |
| 2011 | Álvaro Siza               | Portugalia |
| 2014 | I.M. Pei                  | USA/Chiny  |
| 2017 | Toyoo Itō                 | Japonia    |
| 2021 | Paulo Mendes da Rocha     | Brazylia   |

## Organizacja konkursów architektonicznych
Organizacja organizuje międzynarodowe konkursy architektoniczne, m.in. na projekt:
- Centre Georges Pompidou, Paryż
- Indira Gandhi Centre, New Delhi
- Francuska Biblioteka Narodowa, Paryż
- National Museum of Seoul
- Muzeum Prado, Madryt (rehabilitacja i rozbudowa)
- Opera House, Sydney